# 柏木ゆり菜
柏木 ゆり菜（かしわぎ ゆりな）は、日本のAV女優。
2016年7月にプレステージより18歳でAV女優デビュー。身長152cm。スリーサイズはB83-W62-H62。生年月日、出身地は非公開だが、上京し一人暮らしをしている。高校ではテニス部に所属。経験人数は2人とされているが、『学校の帰りにエロプリしているJ○にガチ交渉！スケベな事しか考えていないならエッチな事させてください！5』ではアナルセックスの経験あり、『街行くJKに「ヤって！TRY」アナタの理想のチ○ポ書いて下さい！！』では経験人数は10人と語っている。2016年11月には桃井りの名義でオーロラプロジェクト・アネックスよりAVを発売。
| スタブアイコン | サブスタブ | この項目は、まだ閲覧者の調べものの参照としては役立たない、人物に関連した書きかけの項目です。この項目を加筆・訂正などしてくださる協力者を求めています（P:人物伝/PJ:人物伝）。 |